# Głosków (Garwolin)
Pour les articles homonymes, voir Głosków.
Głosków (prononciation : [ˈɡwɔskuf]) est un village polonais de la gmina de Borowie dans le powiat de Garwolin de la voïvodie de Mazovie dans le centre-est de la Pologne.
Il se situe à environ 5 kilomètres à l'ouest de Borowie (siège de la gmina), 6 kilomètres au nord-est de Garwolin (siège du powiat) et à 58 km au sud-est de Varsovie (capitale de la Pologne).

## Histoire
De 1975 à 1998, le village appartenait administrativement à la voïvodie de Siedlce.